# Fenómenos Extraños
Fenómenos Extraños (FeX) son una banda de pop punk murciana fundada en 1989 por Alejandro Campillo y Pedro de Pedro. Es una banda muy conocida en la ciudad de Murcia sobre todo por sus directos. Han publicado tres álbumes de estudio. 

## Historia
A finales de la década de 1980, un grupo de estudiantes del instituto se juntan para realizar su primera actuación como Fenómenos Extraños en el Instituto Infante de Murcia el 28 de enero de 1990. Posteriormente participan en el segundo certamen Enseñanzas Medias (1990), el cual ganan. 
En 1993 graban el sencillo Corpore Sano, Cuerpo Serrano cuya portada homenajea a The Clash y Siniestro Total -de los que eran fervientes seguidores- adaptándola a la tierra: un huertano empuñando el azadón. Anunciado como adelanto del álbum Cansados de Bailar Bakalao, éste tardaría un par de años en llegar. Es su trabajo más puramente punk. 
A partir de ahí se convierten en uno de los grupos más activos de la escena musical murciana. En 1995 publican finalmente Cansados de Bailar Bakalao con la formación compuesta por Alejandro Campillo (voz), Antonio Martínez (guitarra), José Francisco Campillo (bajo), Pedro de Pedro (batería) y Daniel Ortiz (guitarra). La portada de este disco parodia a la de Nirvana Nevermind, mostrando a una señora de la tercera edad bañándose en el Mar Menor. El éxito regional de este disco, sobre todo gracias a la canción Mi 'güertica' murciana (versión huertana de Miña terra galega) los lleva a actuar de teloneros de infinidad de grupos destacando Mano Negra, con los que llegan a hacer una pequeña gira. De esta serie de conciertos surge la relación que más tarde llevaría a Manu Chao a colaborar en su segundo álbum de estudio.
En 1996 graban Canciones a Priori, esta vez con un sello nacional. Para ello vuelven a grabar canciones del disco y la maqueta anteriores, además de un par de temas nuevos. Este disco, en el que colaboran los componentes de Mano Negra Manu Chao y Tomasín, llega a aparecer en la lista nacional de los mejores lanzamientos en la revista Heavy Rock. El disco tiene un cierto eco a nivel nacional, sobre todo gracias al programa Conservas Escalada de Cadena 100, en el que solían ser pinchados regularmente. Incluso en el programa de Telecinco ¡Qué me dices! emplearon sus canciones como música de acompañamiento de algunos vídeos.
Desavenencias con la compañía los llevó a estar cinco años sin poder grabar uno nuevo ni utilizar su nombre en conciertos, lo que casi provoca la desaparición del grupo. Pasados esos años el grupo vuelve a actuar, pero el largo paréntesis y el hecho de que los componentes hubieran desarrollado su vida fuera de los escenarios los lleva a realizar solo un pequeño número de conciertos anuales y en ocasiones especiales, como el ascenso a primera división del Real Murcia C.F. Precisamente en el año 2008, con motivo de su centenario, vuelven a grabar un nuevo tema, que se convierte en el himno oficioso del centenario. 
En 2010 vuelven a los escenarios de manera regular y en 2011 lanzaron un nuevo disco que en un principio iba a llevar el título de Colegas (como una de las canciones que grabaron en este periodo sin apariciones discográficas) pero que finalmente se llamó Regreso al Futuro.

## Discografía

### Álbumes de estudio
- Cansados de Bailar Bakalao, Tres Lechugas Records, 1995.
- Canciones a Priori, Avispa Music, 1996.
- Regreso al futuro, El Señor Guindilla Records, 2011.

### Sencillos
- Corpore Sano, Cuerpo Serrano, GS music, 1993.